# Harboes Bryggeri
Die Harboes Bryggeri A/S ist eine Bierbrauerei mit Hauptsitz in Skælskør in Dänemark, die sich zu einer internationalen Brauereigruppe mit einem Ausstoß von jährlich knapp 5 Mio. Hektoliter Bier und Erfrischungsgetränke entwickelt hat. 572 Mitarbeiter waren 2011 bei der Unternehmensgruppe beschäftigt.

## Geschichte
Harboes Bryggeri wurde 1883 in Skælskør gegründet. 1957 wurde die Brauerei in eine Aktiengesellschaft umgewandelt. Später expandierte das Unternehmen und wurde 1989 an der Börse notiert. Seit 2008 ist Harboes Bryggeri Hoflieferant des dänischen Königshauses. 2009 wurde die 2005 gegründete GourmetBryggeriet übernommen.
Der Deutsche Bernhard Griese (* 1941) war von 1986 bis 2019 CEO und wechselte danach in den Aufsichtsrat.

## Struktur
Der Konzern besteht aus den Brauereien Harboes Bryggeri (Dänemark), Darguner Brauerei (Deutschland) und früher auch Viru Õlu in Haljala (Estland) und die Microbrauerei Gourmetbryggeriet.

## Produktpalette

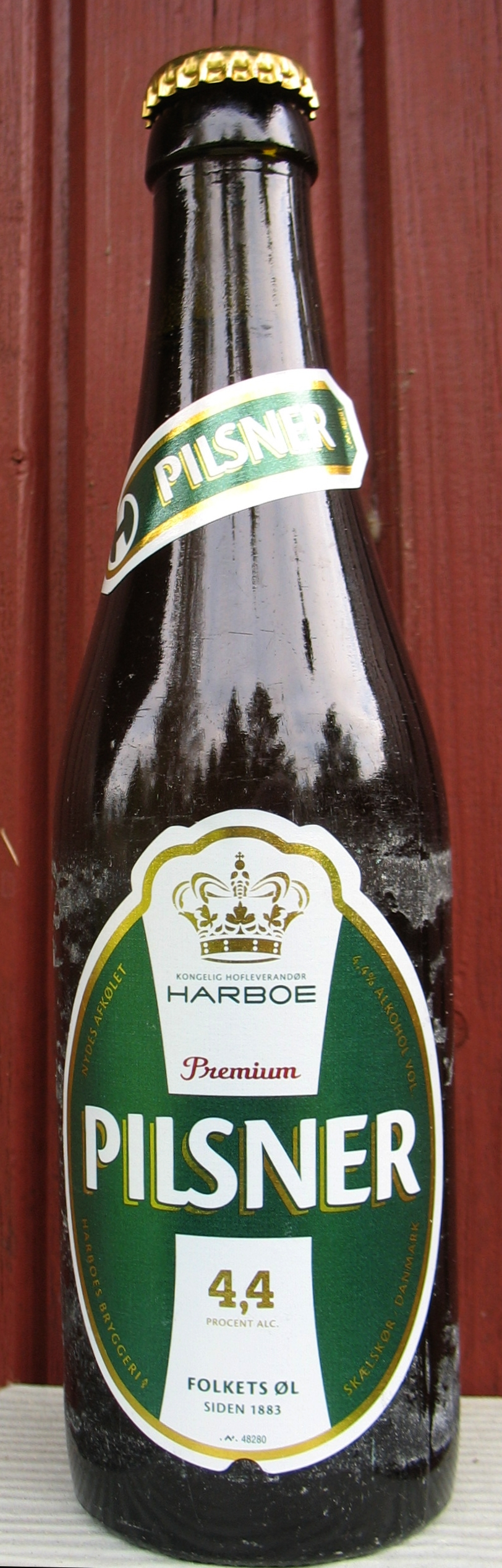
Harboe Pilsner

- Bier (Handelsmarken und Eigenmarken z. B. Bear Beer)
- alkoholfreie Erfrischungsgetränke, Energydrinks
- Biermischgetränke, Cider